# 19763 Klimesh
Klimesh (asteróide 19763) é um asteróide da cintura principal, a 1,9168652 UA. Possui uma excentricidade de 0,198264 e um período orbital de 1 350,29 dias (3,7 anos).
Klimesh tem uma velocidade orbital média de 19,26250029 km/s e uma inclinação de 23,28584º.
Este asteróide foi descoberto em 18 de Junho de 2000 por NEAT.